# Comuna Bilenșciîna, Peatîhatkî
Bilenșciîna (în ucraineană Біленщина) este o comună în raionul Peatîhatkî, regiunea Dnipropetrovsk, Ucraina, formată din satele Bilenșciîna (reședința), Katerînivka, Lîpove, Mîhailivka, Oleksandro-Hrîhorivka, Ploske, Plosko-Taranivka și Verhnokameanîsta.

## Demografie
Componența lingvistică a satului Bilenșciîna
     Ucraineană (98,07%)
     Rusă (1,81%)
     Alte limbi (0,12%)
Conform recensământului din 2001, majoritatea populației satului Bilenșciîna era vorbitoare de ucraineană (98,07%), existând în minoritate și vorbitori de rusă (1,81%).